# 西柏林 (新澤西州)
西柏林（英語：West Berlin）是位於美國新澤西州康登縣的普查規定居民點。

## 人口
根據2020年美國人口普查的數據，西柏林的面積為3.04平方千米，皆為陸地。當地共有人口2686人，而人口密度為每平方千米883.55人。